# Battle Chess
Battle Chess — компьютерная игра, разработанная и выпущенная компанией Interplay для платформы Amiga в 1988 году. Впоследствии, в период с 1988 по 1994 год, была адаптирована для других популярных платформ, включая Mac OS и Windows.

## Игровой процесс

Снимок экрана программы под операционной системой DOS: чёрная ладья завершает рокировку

Battle Chess реализует идею живых шахмат в средневековом антураже. Фигуры имеют преимущественно человеческий облик (за исключением ладьи, которая представляет собой каменную башню, но при перемещении превращается в огромного голема), действия на доске сопровождаются соответствующей анимацией, при взятии разыгрывается бой между атакующей и защищающейся фигурами. В общей сложности в игре возможно наблюдать 35 различных боевых анимаций. Доступен также неанимированный 2D-режим доски.
Пользователь может вести игру против искусственного интеллекта (ИИ) на одном из 9 доступных уровней сложности либо против другого пользователя; также настройки позволяют проводить матчи без участия человека (ИИ против ИИ). Программа поддерживает режим сетевой игры посредством модемного соединения или в пределах локальной вычислительной сети.

## Разработка
Портирование игры на платформу Windows 3.x осуществляла компания Silicon & Synapse, позднее известная как Blizzard Entertainment.

## Отзывы
| Иноязычные издания           | Иноязычные издания                                | Иноязычные издания                                | Иноязычные издания                                | Иноязычные издания                                | Иноязычные издания                                |
| Издание                      | Оценка                                            | Оценка                                            | Оценка                                            | Оценка                                            | Оценка                                            |
| Издание                      | Amiga                                             | Atari ST                                          | Commodore 64                                      | Mac                                               | NES                                               |
| ---------------------------- | ------------------------------------------------- | ------------------------------------------------- | ------------------------------------------------- | ------------------------------------------------- | ------------------------------------------------- |
| ASM                          | 44/60                                             |                                                   |                                                   |                                                   |                                                   |
| Commodore User               |                                                   |                                                   | 85 %                                              |                                                   |                                                   |
| Dragon                       |                                                   |                                                   |                                                   | · (CD)                                            |                                                   |
| Génération 4                 | 92 %                                              |                                                   |                                                   |                                                   |                                                   |
| Amiga User International     | 9/10                                              |                                                   |                                                   |                                                   |                                                   |
| ST Amiga Format              |                                                   | 84 %                                              |                                                   |                                                   |                                                   |
| VideoGame                    |                                                   |                                                   |                                                   |                                                   | [ 11 ]                                            |
| Награды                      |                                                   |                                                   |                                                   |                                                   |                                                   |
| Издание                      | Награда                                           | Награда                                           | Награда                                           | Награда                                           | Награда                                           |
| Computer Gaming World (1996) | Лучшие компьютерные игры всех времен, 148-е место | Лучшие компьютерные игры всех времен, 148-е место | Лучшие компьютерные игры всех времен, 148-е место | Лучшие компьютерные игры всех времен, 148-е место | Лучшие компьютерные игры всех времен, 148-е место |

Battle Chess была в целом доброжелательно встречена критиками и имела коммерческий успех. Профильные журналы, посвященные платформе Amiga, отметили качественную графику, анимацию и звуковое сопровождение. В 1996 году издание Computer Gaming World поставило Battle Chess на 148-е место в рейтинге лучших компьютерных игр всех времен. Критик Aktueller Software Markt подверг игру критике за слабый искусственный интеллект.

## Продолжения и аналоги
В 1991 году было выпущено продолжение под наименованием Battle Chess II Chinese Chess, основанное на китайской настольной игре сянци. Год спустя появилась программа Battle Chess 4000, выдержанная в стилистике научной фантастики и высоких технологий.
В 2010 году TopWare Interactive выпустила Battle vs Chess, похожую на Battle Chess. Interplay сочла свои права на торговую марку Battle Chess нарушенными и инициировала судебное разбирательство, в итоге которого TopWare было запрещено выпускать игру в США. В настоящее время на территории США игра от TopWare Interactive продается под наименованием Check vs Mate.
Имела место попытка разработки игры Battle Chess: Bringin' the Queen back, основанной на Battle Chess. Но попытка финансирования в 2012 году через Kickstarter не была успешной.
Аналогами Battle Chess являются такие игры, как Star Wars Chess, Terminator 2: Judgment Day — Chess Wars, War Chess.

## Влияние
- Battle Chess фигурирует в телевизионном фильме «Ход конём» (1992)[16].
- Похожие шахматы представлены в фильме «Гарри Поттер и Философский камень» под названием «Волшебные шахматы» (Wizard’s Chess)[значимость факта?].